# Perspectivas judías sobre la masturbación
Las perspectivas judías sobre la masturbación se refieren a las perspectivas y opiniones sobre este fenómeno en las distintas corrientes del judaísmo. De acuerdo con el judaísmo ortodoxo, la prohibición de extraer semen en vano (en hebreo: הוצאת זרע לבטלה‎, romanizado: hwṣʾt zrʿ lbṭlh) se trata de una prohibición bíblica derivada de Génesis 38:10 («Pareció mal a Yahveh lo que hacía y le hizo morir también a él»), que se explica en el Midrash y en el Talmud. (Una prohibición rabínica se refiere a aquellas que no se encuentran en la Torá a través de la exégesis,  en tanto que una prohibición bíblica es aquella que sí lo está). Prohíbe a los hombres derramar intencionalmente su semen. El derramamiento involuntario de esperma es considerado también un pecado (menor) según la Torá oral.En cambio, la masturbación femenina no es considerada un pecado porque no implica el desperdicio de semen.